# Hintergsäng
Hintergsäng ist eine Einöde des Kneippheilbades Bad Grönenbach im Landkreis Unterallgäu in Bayern.

## Geografie

### Topografie
Die Einöde Hintergsäng liegt rund fünf Kilometer südöstlich von Bad Grönenbach, auf einer Höhe von 807 m ü. NN. An Hintergsäng grenzen im Westen die Einöde Vordergsäng und das Dorf Ittelsburg. Die Einöde liegt zwischen der Falkenhöhe und dem Wintisser Rain.

### Geologie
Der Untergrund besteht aus einer Altmoräne mit Endmoränenzügen der Mindeleiszeit des Pleistozäns. Der Boden besteht zum Teil aus Vorstoßschotter und Konglomerat, sowie Kies, Sand, Tonen und Schluff.

## Geschichte
Im Jahr 1463 waren Bürger aus Memmingen in Hintergsäng begütert. Hintergsäng wurde im Urbar von 1512 mit einem Lehengut erwähnt.